# Solitari (joc de tauler)
El solitari (conegut també com a Senku, i en anglès com a Peg Solitaire) és un joc de tauler solitari abstracte d'origen dubtós, probablement de l'edat mitjana. Es creu que va tenir un origen europeu, encara que s'afirma també que va tenir un origen persa. Originalment era anomenat "un soldat" o "un sol", però va començar a tenir popularitat a partir d'aquest darrer nom.

## Història

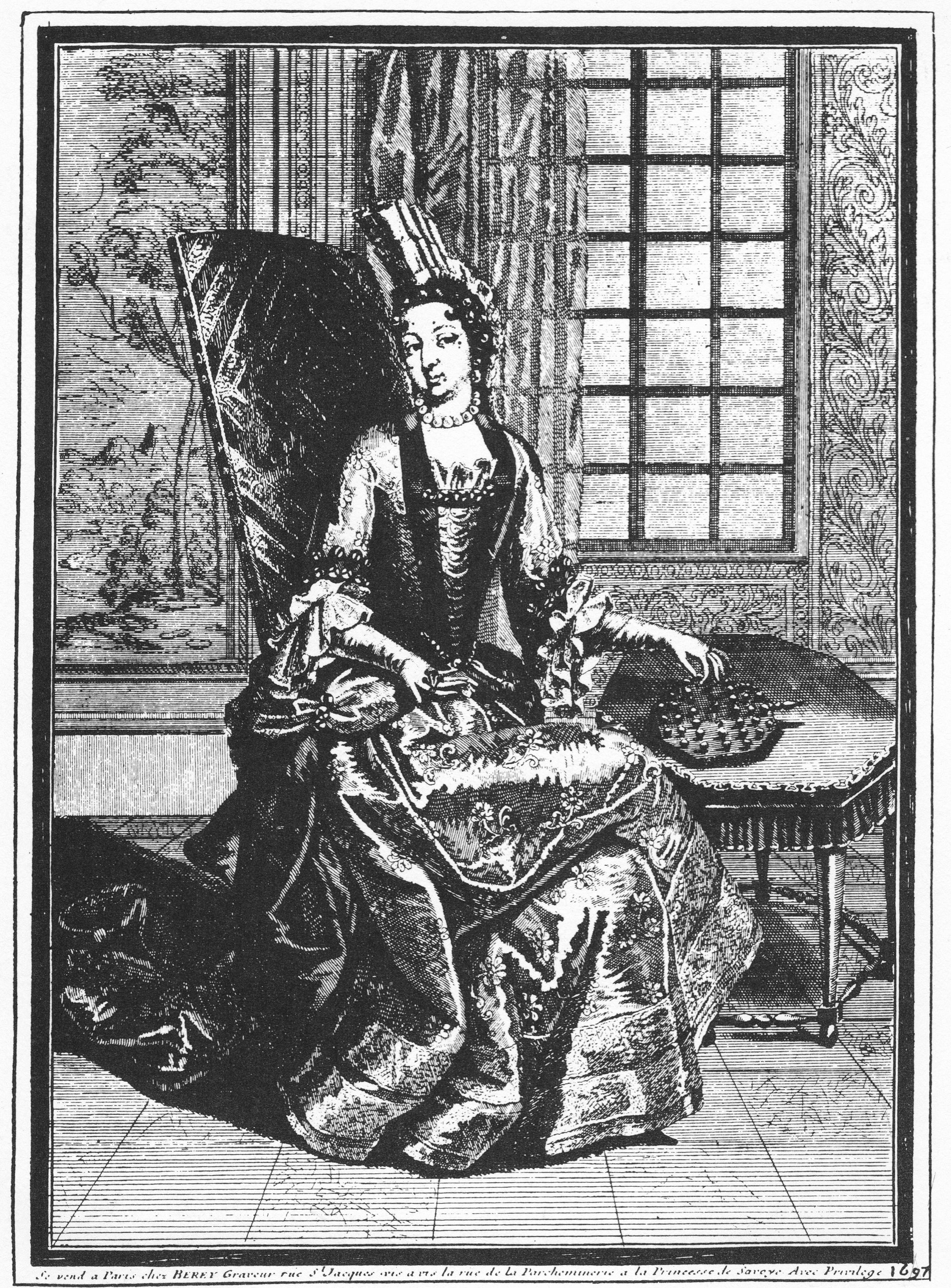
1687: La princesa de Soubise jugant al solitari.

El joc està documentat per primera vegada a França, el 1687, en un gravat fet per Claude-Auguste Berey, retratant na Anne de Rohan-Chabot, princesa de Soubise, i va ser segurament jugat a la cort de Lluís XIV. A Anglaterra no està documentat fins a 1746.

## Regles
Es juga sobre un tauler amb forma de creu compost per tres files i tres columnes entrecreuades perpendicularment, cadascuna amb 7 espais de llarg (que poden ser interseccions o escacs, depenent del disseny). El tauler de joc té en total 33 llocs. El jugador disposa de 32 peces. A l'inici del joc estan tots els espais ocupats, excepte el del centre. El jugador ha de moure una peça per torn. Les peces només poden moure's capturant mitjançant un "salt" sobre una altra, com a les dames. Només es pot capturar ortogonalment, mai en diagonal. Així, al principi, només 4 peces tenen possibilitat de moure, capturant-ne una. L'objectiu del joc és eliminar totes les peces, deixant-ne només una al tauler, preferiblement al centre.

## Anàlisi del joc
Es coneix una anàlisi exhaustiva del joc. Aquesta anàlisi va introduir una noció anomenada funció de pagoda, que és una funció que permet mostrar la inviabilitat d'un problema del solitari determinat i generalitzat.
Una solució per trobar una funció de pagoda, que demostra la inviabilitat d'un problema determinat, es formula com un problema de programació lineal i solucionable en temps polinòmic.
Un article escrit l'any 1990 amb els problemes generalitzats Hi-Q que són equivalents als problemes del solitari va demostrar que és NP-complet. Un article del 1996 va formular un problema del solitari com una optimització combinatòria i va analitzar les propietats de la regió factible anomenant-la con solitari.
El 1999 el problema estava completament resolt computacionalment utilitzant una busca exhaustiva a través de totes les possibles variants, fent ús de les simetries. El 2001 es va desenvolupar un mètode eficient per resoldre problemes de solitari.

## Variants

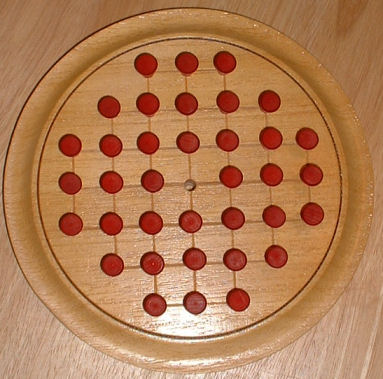
Variant europea del joc.

Algunes variants del joc són:

Variants del joc:
(1) Estil francès (europeu), 37 caselles, segle XVII;
(2) J. C. Wiegleb, 1779, Alemanya, 45 caselles;
(3) Versió asimètrica en 3-3-2-2 descrita per George Bell, sigle XX;
(4) Estil anglès (estàndard), 33 caselles;
(5) Diamant, 41 caselles;
(6) Triangular, 15 caselles hexagonals.
La casella gris és per la fitxa que queda al final.

- Senku Superior: consisteix en col·locar al principi totes les peces en un dels extrems de la creu i dos laterals a l'espai central.
- Senku Creu: consisteix en col·locar totes les peces al principi formant una fletxa (o creu) cap amunt.
- Senku Diamant: consisteix en col·locar les peces en tot el tauler excepte en les puntes dels extrems, formant un rombe.
- Senku Suma: comença amb les peces en forma de creu o un signe algebraic de suma.
- Senku Piràmide: comença amb les fitxes formant un triangle.
- Senku Europeu: es juga en un tauler amb forma de creu però amb quatre punts addicionals.